# Neosiro balticus
Espèce
Synonymes
- Siro balticus Dunlop & Mitov, 2011

Neosiro balticus est une espèce fossile d'opilions cyphophthalmes de la famille des Sironidae.

## Distribution
Cette espèce a été découverte dans de l'ambre de la mer Baltique en Russie. Elle date du Paléogène.

## Description
La femelle holotype mesure 2,34 mm.

## Systématique et taxinomie
Cette espèce a été décrite sous le protonyme Siro balticus par Dunlop et Mitov en 2011. Elle est placée dans le genre Neosiro par Karaman en 2022.

## Étymologie
Son nom d'espèce lui a été donné en référence au lieu de sa découverte, la mer Baltique.

## Publication originale
- Dunlop & Mitov, 2011 : « The first fossil cyphophthalmid harvestman from Baltic amber. » Arachnologische Mitteilungen, vol. 40, p. 47-54.